# Donald Kaberry, Baron Kaberry of Adel
Donald Kaberry, Baron Kaberry of Adel (* 18. August 1907; † 13. März 1991) war ein britischer Politiker der Conservative Party und Life Peer.

## Leben
Kaberry besuchte die Leeds Grammar School und war anschließend als Rechtsanwalt tätig. Ab 1930 war er Abgeordneter im Stadtrat von Leeds, ehe er ab 1940 als Offizier im Zweiten Weltkrieg kämpfte. Er diente bei der Royal Artillery, wurde im offiziellen Kriegsbericht erwähnt (Mentioned in Despatches) und erhielt die Auszeichnung Territorial Decoration.
Nach dem Krieg war er zunächst während der britischen Besatzung in Hamburg stationiert. Dort war er Präsident eines Militärgerichts, vor dem sich unter anderem der deutsche Boxer Max Schmeling wegen Falschaussage verantworten musste. Kaberry verlas Schmelings Freispruch.
Nach seiner Rückkehr ins Vereinigte Königreich war Kaberry von 1946 bis 1951 erneut Ratsmitglied in Leeds. Bei den Parlamentswahlen 1950 konnte er sich im Wahlbezirk North-West Leeds durchsetzen und nahm einen Platz im House of Commons ein, den er bis 1983 behalten sollte.
Am 28. Januar 1960 wurde ihm der erbliche Adelstitel Baronet, of Adel cum Eccup in the City of Leeds, verliehen. Nach seinem Ausscheiden aus dem Unterhaus wurde er am 23. September 1983 mit dem Titel Baron Kaberry of Adel, of Adel in the City of Leeds, zum Life Peer erhoben und erhielt dadurch einen Sitz im House of Lords.
Im Juni 1990 wurde er bei einem Bombenanschlag der IRA auf den Londoner Carlton Club verletzt. Er starb am 13. März 1991.
Kaberry war seit 1940 verheiratet und hatte drei Söhne. Sein ältester Sohn Christopher Donald Kaberry erbte den Baronetstitel.